# Pseudomystus mahakamensis
Pseudomystus mahakamensis es una especie de peces de la familia Bagridae en el orden de los Siluriformes.

## Morfología
Los machos pueden llegar alcanzar los 10 cm de longitud total

## Distribución geográfica
Se encuentra en Sumatra y al este de Borneo